# Dan Schneider

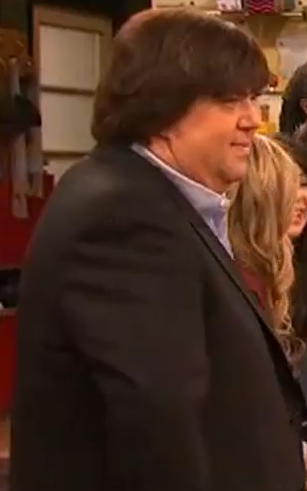
Dan Schneider, 2011

Daniel James Schneider (* 14. Januar 1966 in Memphis, Tennessee) ist ein US-amerikanischer Drehbuchautor, Filmproduzent und Filmschauspieler.

## Leben
Dan Schneider, jüngstes von vier Geschwistern, besuchte nach seinem Highschool-Abschluss ein Semester lang die Harvard University, und belegte danach Schauspielkurse an der Memphis State University, als ein Filmproduzent auf ihn aufmerksam wurde. Kurz nach seiner ersten Filmrolle im Jahr 1983 zog Schneider nach Los Angeles, wo er in kleinen Fernsehfilmen und -Serien Schauspielerfahrungen sammelte. Seit den 1990er Jahren ist er Produzent und Autor mehrerer erfolgreicher Comedyserien, darunter die bekannten Jugendserien iCarly und Victorious. 2003 gründete er sein Produktionsunternehmen namens Schneider’s Bakery. Die New York Times bezeichnete Schneider 2007 als „the master of a television genre“ (deutsch: „der Meister eines Fernsehgenres“). Am 27. März 2018 kündigte Nickelodeon an, sich von Dan Schneider zu trennen und seine Shows einzustellen.
Schneider lebt in Hollywood und ist seit 2002 mit Lisa Lillien verheiratet, die 2005 in einer Episode von Zoey 101 einen Gastauftritt hatte.
Jennette McCurdy, eine der Hauptdarstellerinnen aus iCarly, warf in ihren im Jahr 2022 veröffentlichten Memoiren vor, durch Schneider während der Dreharbeiten unangenehme Situationen erlebt zu haben.
Laut McCurdy ermutigte Schneider sie bereits im Alter von 18 Jahren zum Alkoholkonsum und massierte ihre Schultern auf wohl unangemessene Weise.
Schon zuvor gab es Kontroversen gegenüber Schneider, diese Vorwürfe reichten von Pädophilie, über sexuelle Belästigung und bis hin zum Fetischismus. Schneider wies diese Vorwürfe von sich.

## Filmografie

### Filme
- 1984: Zoff in der Hoover-Academy (Making the Grade)
- 1997: Good Burger – Die total verrückte Burger-Bude (Good Burger)
- 2002: Lügen haben kurze Beine
- 2006: Drake & Josh unterwegs nach Hollywood
- 2008: Fröhliche Weihnachten, Drake & Josh

### Serien
- 1986–1991: Head of the Class
- 1994–2005: All That
- 1996–2000: Kenan & Kel
- 1998–1999: Guys Like Us
- 1999–2002: The Amanda Show
- 2002–2006: Hallo Holly (What I Like About You)
- 2004–2007: Drake & Josh
- 2005–2008: Zoey 101
- 2007–2012: iCarly
- 2010–2013: Victorious
- 2013–2014: Sam & Cat
- 2014–2020: Henry Danger
- 2015–2019: Game Shakers – Jetzt geht’s App (Game Shakers)
- 2018: Die Abenteuer von Kid Danger (The Adventures of Kid Danger)

## Auszeichnungen
Dan Schneider war 2005 für Zoey 101 für den Emmy nominiert. Victorious wurde zweimal für den Emmy als beste Kinderserie nominiert. 2014 bekam er bei den Kids’ Choice Awards den Award für sein Lebenswerk.